# Polybiův čtverec
Polybiův čtverec je metoda kódování, která převádí zprávu přirozené znakové sady na menší sadu znaků. V základní verzi se objevuje již ve starověkém Řecku, kde ji zdokumentoval učenec Polybios.

## Základní podoby
Pro řeckou abecedu má Polybiův čtverec následující podobu.
|   | 1 | 2 | 3 | 4 | 5 |
| - | - | - | - | - | - |
| 1 | Α | Β | Γ | Δ | Ε |
| 2 | Ζ | Η | Θ | Ι | Κ |
| 3 | Λ | Μ | Ν | Ξ | Ο |
| 4 | Π | Ρ | Σ | Τ | Υ |
| 5 | Φ | Χ | Ψ | Ω |   |

Písmeno je následně reprezentováno svými souřadnicemi, tedy například ΕΓΩ je převedeno na 15 13 54. Jedno políčko zůstává nevyužito, protože standardní řecká abeceda má jen 24 písmen. Pro latinku může vypadat Polybiův čtverec například takto:
|   | 1 | 2 | 3 | 4   | 5 |
| - | - | - | - | --- | - |
| 1 | A | B | C | D   | E |
| 2 | F | G | H | I/J | K |
| 3 | L | M | N | O   | P |
| 4 | Q | R | S | T   | U |
| 5 | V | W | X | Y   | Z |

přičemž při abecedě o 26 písmenech nezbývá než v kódování přestat rozlišovat dvě písmena (v tomto případě byla volba I a J, další používaná možnost je sloučení C a K). Ještě složitější je situace v případě cyrilice, která má typicky podstatně víc než 26 písmen, například 33. V takovém případě je buď použit čtverec se stranou délky 6:
|   | 1 | 2 | 3 | 4 | 5 | 6 |
| - | - | - | - | - | - | - |
| 1 | А | Б | В | Г | Д | Е |
| 2 | Ё | Ж | З | И | Й | К |
| 3 | Л | М | Н | О | П | Р |
| 4 | С | Т | У | Ф | Х | Ц |
| 5 | Ч | Ш | Щ | Ъ | Ы | Ь |
| 6 | Э | Ю | Я |   |   |   |

nebo je místo „čtverce“ použit „obdélník“:
|   | 1 | 2 | 3   | 4 | 5 | 6   |
| - | - | - | --- | - | - | --- |
| 1 | А | Б | В   | Г | Д | Е/Ё |
| 2 | Ж | З | И/Й | К | Л | М   |
| 3 | Н | О | П   | Р | С | Т   |
| 4 | У | Ф | Х   | Ц | Ч | Ш   |
| 5 | Щ | Ы | Ь/Ъ | Э | Ю | Я   |

## Využití
Podobně jako Morseova abeceda sloužil Polybiův čtverec především k usnadnění komunikace pomocí technologií, které umožňovaly přenášet jen velmi omezený počet znaků. Sám Polybius předpokládal signalizaci pochodněmi, ale kód je využitelný i na kouřové signály nebo na vysílání pomocí bubnů. Jako „klepací“ kód jej používali vězni ke vzájemné komunikaci. Na rozdíl od Morseovy abecedy je méně efektivní, neboť Morseova abeceda přiřazuje krátké kódy častým písmenům a dlouhé vzácnějším. Na druhou stranu je při obecně známém pořadí písmen v abecedě o hodně snazší naučit se Polybiův kód než Morseovu abecedu. Další výhodou Polybiova kódu je potřeba jen jednoho druhu signálu, který lze reprezentovat například údery, což u Morseovy abecedy jednoduše nelze.
Využití pro chráněný přenos informace je omezené – z hlediska kryptografie se jedná spíš o kód než o šifru a i v komplikovanějších variantách s nepředvídatelně zpřeházenou tabulkou by se jednalo jen o monoalfabetickou substituční šifru, kterou je snadné rozluštit. Přesto je použití možné a samo kódování bylo součástí několika složitějších šifer, které byly historicky využívány (ADFGVX, nihilistická šifra, ...). Také je možné využít kód steganograficky.